# Bonifácio Calderón
Bonifácio Izaías Calderón (Córdoba)  foi um militar argentino que lutou pelas tropas imperiais na Revolução Farroupilha.
Participou da defesa da Cisplatina, contra a Invasão Portuguesa. Em 1816, como tenente, foi derrotado pelo capitão Manuel Joaquim de Carvalho.
Depois lutou do lado brasileiro, na Guerra da Cisplatina, tendo participado, como tenente-coronel, do Combate do Sarandi.
Foi derrotado, com a Divisão Direita dos Imperiais, no Combate de Rio Pardo, em 10 de janeiro de 1837. Em 1840 o brigadeiro Bonifácio Calderon, com um exército de dois mil e quinhentos homens, marchou sobre Caçapava do Sul, a então capital da República Riograndense, para coagir os republicanos a saírem em sua defesa, afrouxando o cerco a Porto Alegre Porém os Farroupilhas abandonaram a cidade, deixando a conquista imperial facilitada.
Tão logo Calderon sentiu a inutilidade da ocupação de Caçapava, a abandonou, permitindo que os republicanos para lá voltassem e ali reinstalassem a sede de seu Governo. Marchou, então, com sua tropa, rumo ao norte, para ajudar a expulsar os republicanos que cercavam Porto Alegre .